# Anosia taruna
Anosia taruna är en fjärilsart som beskrevs av Hans Fruhstorfer 1899. Anosia taruna ingår i släktet Anosia och familjen praktfjärilar. Inga underarter finns listade i Catalogue of Life.